# Ciclismo nos Jogos Olímpicos de Verão de 1896 - Corrida em estrada masculina
A prova de Estrada do ciclismo nos Jogos Olímpicos de Verão de 1896 ocorreu no dia 12 de abril. Sete ciclistas fizeram o trajeto de 87 quilômetros, que ia de Atenas a Marathónas e depois de volta a Atenas.

## Medalhistas
| Ouro   | GRE Aristidis Konstantinidis |
| Prata  | GER August von Gödrich       |
| Bronze | GBR Edward Battell           |

## Resultados
| Pos. | Atleta                        | Tempo        |
| ---- | ----------------------------- | ------------ |
|      | GRE Aristidis Konstantinidis  | 3:22:31      |
|      | GER August von Gödrich        | 3:42:18      |
|      | GBR Edward Battell            | Desconhecido |
| 4-7  | GRE Georgios Aspiotis         | Desconhecido |
| 4-7  | GRE Miltiades Iatrou          | Desconhecido |
| 4-7  | GRE Konstantinos Konstantinou | Desconhecido |
| 4-7  | GRE Georgios Paraskevopoulos  | Desconhecido |

As posições dos atletas que chegaram entre o 4º e o 7º lugares não são claras.